# شغل

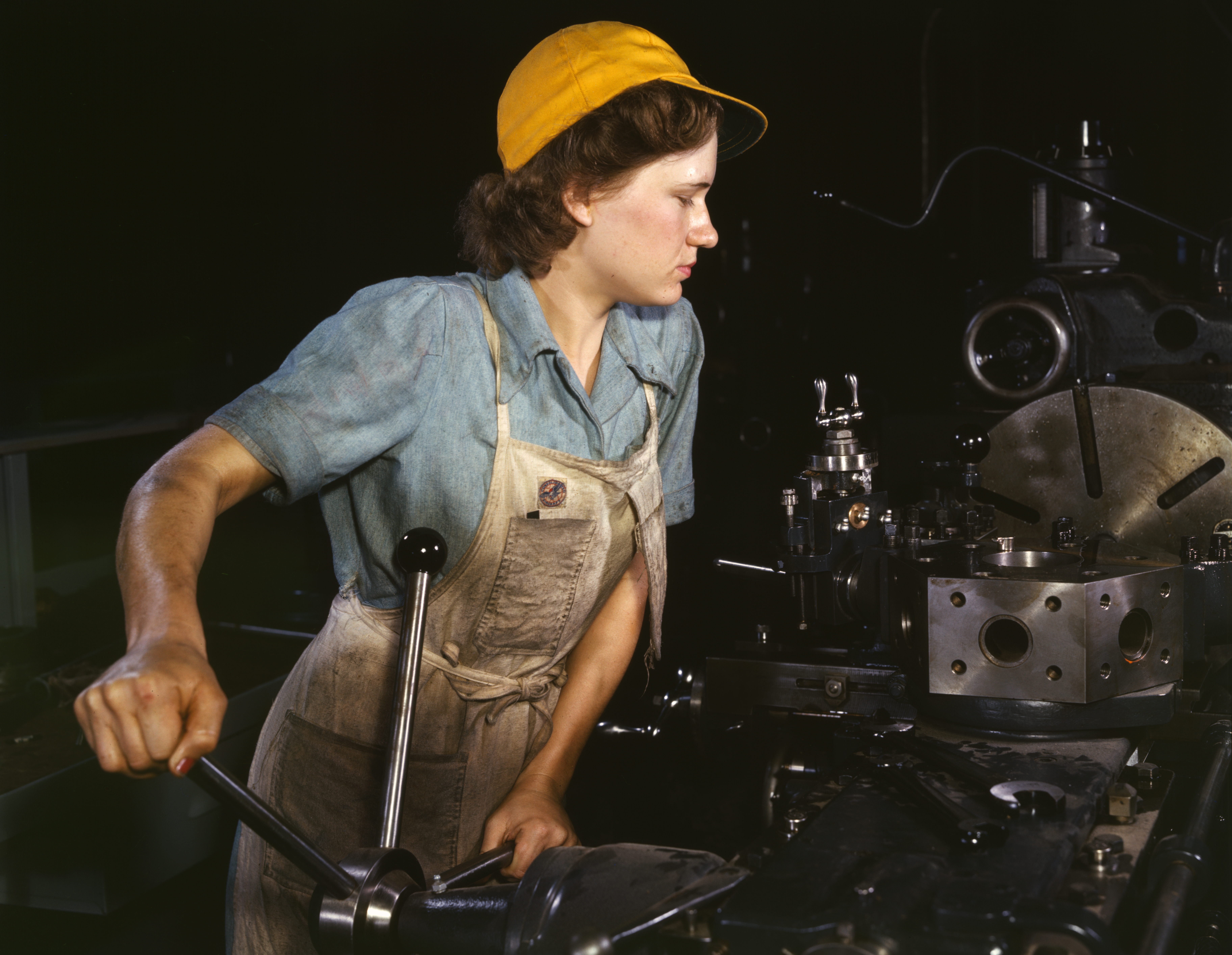
نگاره‌ای نمادین از یک کارگر در دهه ۱۹۴۰

شُغل یا پیشه فعالیتی ارادی است که مردم برای پشتیبانی از نیازها و خواسته‌های خود، دیگران یا یک جامعهٔ وسیع‌تر، انجام می‌دهند. در زمینه اقتصاد، پیشه را می‌توان به عنوان یک فعالیت انسانی در نظر گرفت که (همراه با دیگر نهاده‌های تولید) به کالاها و خدمات در یک اقتصاد کمک می‌کند.
پیشه برای همه جامعه‌ها، یک پایه است اما می‌تواند به‌طور گسترده‌ای در درون و میان آنان متفاوت باشد؛ از گردآوری منابع طبیعی با دست گرفته تا فناوری‌های پیچیده‌ای که جایگزین تلاش فیزیکی یا حتی ذهنی بسیاری از انسان‌ها می‌شود. همه به جز ساده‌ترین کارها نیز به مهارت‌ها، تجهیزات یا ابزارهای ویژه و منابع دیگری مانند مواد اولیه برای تولید کالاها نیاز دارند. جدای از هر فرآیند یا صنعت ویژه‌ای، انسان نهادهای گوناگونی را برای جا انداختن مفهوم پیشه و شغل در جامعه ایجاد کرده‌است. از آنجایی که انسان‌ها روزگرد هستند، بیشتر در طول روز کار می‌کنند.

## گونه‌ها
روش‌هایی گوناگون برای دسته‌بندی و مقایسه گونه‌های مختلف کار وجود دارد.